# (Out Here) On My Own/Chained to the Blues
(Out Here) On My Own/Chained to the Blues è il primo singolo della cantante statunitense Nikka Costa (e della trilogia della sua infanzia), pubblicato dalla CGD (catalogo 10329) nel 1981. 

## Il disco

### Descrizione
Il singolo – prodotto da Don Costa (di cui, sono anche gli arrangiamenti), Danny B. Besquet e Tony Renis – anticipa l'eponimo album di debutto, che verrà pubblicato nel novembre dell'anno stesso.
L'immagine di copertina, realizzata dal fotografo Pino Rizzo, raffigura la piccola cantante in braccio al suo papà.

### Successo e classifiche
Il 45 giri, spinto da una notevole promozione, ottenne buoni piazzamenti nelle classifiche di vari paesi europei. In Italia diventò un tormentone estivo, rimanendo al primo posto in classifica per 14 settimane e risultando il singolo in assoluto più venduto tra il 1980 e il 1981.
| Classifica (1981) |                        | Posizione massima | Settimane in classifica |
| ----------------- | ---------------------- | ----------------- | ----------------------- |
| Italia            | Italia (bandiera)      | 1                 | 14                      |
| Francia           | Francia (bandiera)     | 1                 | 28 (5 al 1°)            |
| Svizzera          | Svizzera (bandiera)    | 7                 | 5                       |
| Belgio (Vallonia) | Belgio (bandiera)      | 13                | 8                       |
| Paesi Bassi       | Paesi Bassi (bandiera) | 32                | 4                       |
| Germania          | Germania (bandiera)    | 72                | 1                       |

## I brani

### (Out Here) On My Own
Cover del brano Out Here on My Own originariamente inciso da Irene Cara per la colonna sonora del film musicale Saranno Famosi (1980), prodotto dalla MGM. Presente sul lato A del disco.

### Chained to the Blues
Brano originale, con testo di Terry Ray Costa (madre di Nikka e moglie di Don Costa) e musica di Santo Farina (ex-steel guitarist del duo Santo & Johnny); ma accreditato interamente a lei. Presente sul lato B del disco.
Atmosfere e durata
Entrambe le stesse della santo-&-johnny-ana Sleep Walk (1959).

### Tracce
Singolo 7" (45 giri CGD 10329 1981)

Lato A
1. (Out Here) On My Own (feat. Don Costa) – 3:30 (Michael Gore, Lesley Gore)

Lato B
1. Chained to the Blues – 2:22 (Terry Ray Costa)

Singolo 7" (45 giri RCA UK 185 1982)

Lato A
1. (Out Here) On My Own (feat. Don Costa) – 3:30 (Michael Gore, Lesley Gore)

Lato B
1. I Believe in Love – 2:56 (Danny B. Besquet, Ronald Jackson)

## Staff artistico
- Nikka Costa – voce
- Don Costa – chitarra[7], direzione orchestrale